# Segunda Categoría de Pichincha 2025
El Campeonato Provincial de Segunda Categoría de Pichincha 2025 es un torneo de fútbol en Ecuador en el cual compiten equipos de la provincia de Pichincha. El torneo es organizado por la Asociación de Fútbol No Amateur de Pichincha (AFNA) y avalado por la Federación Ecuatoriana de Fútbol. El torneo inició el 17 de abril y finalizará en agosto. Participan 22 clubes de fútbol y entregará cupos a la fase de play-offs del Ascenso Nacional 2025.
El campeón defensor es el Club Deportivo General Miguel Iturralde, que ganó su primer título la temporada pasada.

## Sistema de campeonato
El sistema de juego determinado por la Asociación de Fútbol No Amateur de Pichincha es el siguiente:
- Primera fase: Los 22 equipos son divididos en tres grupos, uno de ocho y dos de siete clubes cada uno,[4] la conformación se hizo mediante un sorteo realizado el 24 de marzo de 2025, se jugará todos contra todos en ida y vuelta (14 fechas), en cada grupo los dos primeros equipos y los dos mejores terceros avanzarán a la siguiente fase. En los grupos con número de participantes impar los equipos que tengan la fecha libre se enfrentarán entre ellos en duelos interzonales.

- Segunda fase: Se jugará con los ocho equipos clasificados de la fase anterior, dos grupos de cuatro equipos jugarán todos contra todos en ida y vuelta (6 fechas) donde todos los clubes avanzan a la fase final donde se definen los puestos del torneo y los clasificados a los play-offs del Ascenso Nacional 2025.[5]

- Fase final: Se jugarán play-offs ida y vuelta en cuatro llaves, los primeros de la segunda fase definirán al campeón, los segundos definen al tercer puesto; los terceros definen al quinto puesto y los cuartos definen al séptimo puesto.

## Ascensos
| Pos. | Descendido de la Segunda Categoría |
| ---- | ---------------------------------- |
| 21.ª | Juventud                           |

| Pos. | Ascendidos del Ascenso Pichincha |
| ---- | -------------------------------- |
| 1.ª  | Deportivo Aragua                 |
| 2.ª  | Vatuf                            |
| 3.ª  | Quito Corazón                    |

| Pos. | Ascendido de la Segunda Categoría |
| ---- | --------------------------------- |
| 2.ª  | Atlético Vinotinto                |

## Equipos participantes
| Equipos participantes                 | Equipos participantes | Equipos participantes                                 |
| ------------------------------------- | --------------------- | ----------------------------------------------------- |
|                                       |                       |                                                       |
| Equipo                                | Ciudad                | Estadio                                               |
| Club Deportivo Meridiano              | Quito (Pomasqui)      | Estadio de Mindo                                      |
| Sociedad Deportiva Rayo               | Cayambe               | Estadio Gilberto Rueda Bedoya                         |
| Sociedad Deportivo Quito              | Quito                 | Estadio Olímpico Atahualpa                            |
| Club General Miguel Iturralde         | Quito (Calderón)      | Estadio de la Liga Parroquial de Guayllabamba         |
| Club Deportivo Mayor Pedro Traversari | Quito                 | Estadio Luis Naranjo                                  |
| Club Deportivo Aragua                 | Quito                 | Cancha Principal del Instituto de la FEF              |
| Aussie Fútbol Club                    | Quito (Guayllabamba)  | Estadio de la Liga Parroquial de Pomasqui             |
| Club América de Quito                 | Quito                 | Estadio La Armenia                                    |
| Universidad San Francisco de Quito    | Quito (Cumbayá)       | Estadio del Complejo de IDV                           |
| Club Deportivo Señor Montúfar         | Quito                 | Estadio de Chimbacalle                                |
| Club Deportivo Espoli                 | Quito                 | Estadio Universitario César Aníbal Espinoza (UCE)     |
| Club Deportivo Da Encarnação          | Quito                 | Estadio de la Liga Parroquial de Guayllabamba         |
| Club Deportivo Patogol                | Quito                 | Estadio de la Casa de la Selección                    |
| Casa Deportiva Cumbre Alta            | Quito                 | Estadio de la Liga Parroquial de El Quinche           |
| Club Real Puerto Quito                | Puerto Quito          | Estadio de la Liga Deportiva Cantonal de Puerto Quito |
| Sandino Fútbol Club                   | Quito                 | Estadio de la Liga Barrial de Barrionuevo             |
| Club Deportivo Rumiñahui              | Machachi              | Estadio El Chan                                       |
| Club Deportivo Tumbaco AV25           | Quito (Tumbaco)       | Estadio Francisco Reinoso                             |
| Club Deportivo Vatuf                  | Quito                 | Estadio de la Liga Parroquial de Pomasqui             |
| Club Deportivo Patrón Mejía           | Quito                 | Estadio General Rumiñahui                             |
| Independiente JFA                     | Quito                 | Estadio Gustavo Herdoíza León                         |
| Club Deportivo Quito Corazón          | Quito                 | Estadio de la Liga Parroquial de Checa                |

## Equipos por cantón
| Cantón       | N.º | Equipos |
| ------------ | --- | --- |
| Quito        | 19  | - América de Quito - Deportivo Quito - Aampetra - Aussie - Espoli - Deportivo Aragua - Da Encarnação - USFQ - Deportivo Meridiano - Miguel Iturralde - Cumbre Alta - Sandino - AV25 - Quito Corazón - Señor Montúfar - Independiente JFA - Patrón Mejía - Patogol - Vatuf |
| Cayambe      | 1   | - Rayo |
| Mejía        | 1   | - Rumiñahui |
| Puerto Quito | 1   | - Real Puerto Quito |

## Primera fase

### Grupo A

#### Clasificación
| Pos. | Equipo           | Pts. | PJ | G  | E | P  | GF | GC | Dif. | Clasificación |
| ---- | ---------------- | ---- | -- | -- | - | -- | -- | -- | ---- | ------------- |
| 1    | Patrón Mejía     | 33   | 14 | 10 | 3 | 1  | 32 | 12 | +20  | Segunda fase  |
| 2    | Miguel Iturralde | 29   | 14 | 9  | 2 | 3  | 23 | 10 | +13  | Segunda fase  |
| 3    | Da Encarnação    | 28   | 14 | 8  | 4 | 2  | 33 | 17 | +16  | Mejor tercero |
| 4    | Señor Montúfar   | 21   | 14 | 6  | 3 | 5  | 19 | 19 | 0    |               |
| 5    | Cumbre Alta      | 18   | 14 | 5  | 3 | 6  | 27 | 28 | −1   |               |
| 6    | Rayo             | 11   | 14 | 3  | 2 | 9  | 14 | 28 | −14  |               |
| 7    | Aussie           | 8    | 13 | 2  | 2 | 9  | 14 | 28 | −14  |               |
| 8    | USFQ             | 7    | 13 | 2  | 1 | 10 | 15 | 35 | −20  |               |

 Fuente: AFNA Pichincha, @AscensoEcuador, GALA Deporte
Criterios de clasificación: 1) Puntos; 2) Diferencia de goles; 3) Goles marcados; 4) Goles de visitante

#### Evolución de la clasificación
| Equipo / Fecha   | 1 | 2 | 3 | 4 | 5 | 6 | 7 | 8 | 9 | 10 | 11 | 12 | 13 | 14 |
| ---------------- | - | - | - | - | - | - | - | - | - | -- | -- | -- | -- | -- |
| Patrón Mejía     | 2 | 2 | 1 | 1 | 1 | 1 | 1 | 2 | 2 | 1  | 1  | 1  | 1  | 1  |
| Miguel Iturralde | 5 | 3 | 2 | 2 | 2 | 2 | 2 | 1 | 1 | 2  | 2  | 2  | 2  | 2  |
| Da Encarnação    | 6 | 4 | 6 | 7 | 5 | 3 | 3 | 3 | 3 | 3  | 3  | 3  | 3  | 3  |
| Señor Montúfar   | 8 | 5 | 8 | 8 | 8 | 6 | 4 | 4 | 4 | 4  | 4  | 4  | 4  | 4  |
| Cumbre Alta      | 3 | 7 | 5 | 6 | 7 | 8 | 8 | 7 | 7 | 5  | 5  | 5  | 5  | 5  |
| Rayo             | 4 | 6 | 4 | 4 | 3 | 4 | 6 | 6 | 6 | 7  | 7  | 6  | 6  | 6  |
| Aussie           | 1 | 1 | 3 | 3 | 4 | 5 | 5 | 5 | 5 | 6  | 6  | 7  | 7  | 7  |
| USFQ             | 7 | 8 | 7 | 5 | 6 | 7 | 7 | 8 | 8 | 8  | 8  | 8  | 8  | 8  |

### Grupo B

#### Clasificación
| Pos. | Equipo            | Pts. | PJ | G  | E | P  | GF | GC | Dif. | Clasificación |
| ---- | ----------------- | ---- | -- | -- | - | -- | -- | -- | ---- | ------------- |
| 1    | Deportivo Quito   | 38   | 14 | 12 | 2 | 0  | 42 | 10 | +32  | Segunda fase  |
| 2    | Rumiñahui         | 26   | 14 | 8  | 2 | 4  | 27 | 24 | +3   | Segunda fase  |
| 3    | Espoli            | 20   | 13 | 6  | 2 | 5  | 28 | 25 | +3   |               |
| 4    | Independiente JFA | 15   | 13 | 4  | 3 | 6  | 21 | 22 | −1   |               |
| 5    | América de Quito  | 15   | 13 | 3  | 6 | 4  | 21 | 25 | −4   |               |
| 6    | Quito Corazón     | 10   | 14 | 3  | 1 | 10 | 18 | 26 | −8   |               |
| 7    | Vatuf             | 8    | 13 | 2  | 2 | 9  | 12 | 30 | −18  |               |

 Fuente: AFNA Pichincha, @AscensoEcuador, GALA Deporte
Criterios de clasificación: 1) Puntos; 2) Diferencia de goles; 3) Goles marcados; 4) Goles de visitante

#### Evolución de la clasificación
| Equipo / Fecha    | 1 | 2 | 3 | 4 | 5 | 6 | 7 | 8 | 9 | 10 | 11 | 12 | 13 | 14 |
| ----------------- | - | - | - | - | - | - | - | - | - | -- | -- | -- | -- | -- |
| Deportivo Quito   | 3 | 2 | 1 | 1 | 1 | 1 | 1 | 1 | 1 | 1  | 1  | 1  | 1  | 1  |
| Rumiñahui         | 7 | 5 | 4 | 3 | 2 | 2 | 2 | 2 | 2 | 2  | 2  | 2  | 2  | 2  |
| Espoli            | 5 | 7 | 7 | 6 | 6 | 6 | 4 | 3 | 3 | 3  | 3  | 3  | 3  | 3  |
| Independiente JFA | 2 | 4 | 3 | 4 | 4 | 4 | 5 | 5 | 5 | 5  | 5  | 5  | 4  | 4  |
| América de Quito  | 1 | 1 | 2 | 2 | 3 | 3 | 3 | 4 | 4 | 4  | 4  | 4  | 5  | 5  |
| Quito Corazón     | 4 | 3 | 5 | 5 | 5 | 5 | 6 | 6 | 6 | 6  | 7  | 7  | 6  | 6  |
| Vatuf             | 6 | 6 | 6 | 7 | 7 | 7 | 7 | 7 | 7 | 7  | 6  | 6  | 7  | 7  |

### Grupo C

#### Clasificación
| Pos. | Equipo              | Pts. | PJ | G  | E | P | GF | GC | Dif. | Clasificación |
| ---- | ------------------- | ---- | -- | -- | - | - | -- | -- | ---- | ------------- |
| 1    | Aampetra            | 31   | 14 | 9  | 4 | 1 | 34 | 10 | +24  | Segunda fase  |
| 2    | AV25                | 31   | 14 | 10 | 1 | 3 | 31 | 13 | +18  | Segunda fase  |
| 3    | Real Puerto Quito   | 25   | 14 | 7  | 4 | 3 | 26 | 15 | +11  | Mejor tercero |
| 4    | Deportivo Meridiano | 15   | 12 | 4  | 3 | 5 | 9  | 15 | −6   |               |
| 5    | Deportivo Aragua    | 10   | 13 | 2  | 4 | 7 | 10 | 22 | −12  |               |
| 6    | Patogol             | 10   | 13 | 3  | 1 | 9 | 6  | 28 | −22  |               |
| 7    | Sandino             | 7    | 12 | 2  | 1 | 9 | 8  | 28 | −20  |               |

 Fuente: AFNA Pichincha, @AscensoEcuador, GALA Deporte
Criterios de clasificación: 1) Puntos; 2) Diferencia de goles; 3) Goles marcados; 4) Goles de visitante

#### Evolución de la clasificación
| Equipo / Fecha      | 1 | 2 | 3 | 4 | 5 | 6 | 7 | 8 | 9 | 10 | 11 | 12 | 13 | 14 |
| ------------------- | - | - | - | - | - | - | - | - | - | -- | -- | -- | -- | -- |
| Aampetra            | 2 | 1 | 1 | 2 | 2 | 2 | 1 | 1 | 2 | 2  | 2  | 2  | 1  | 1  |
| AV25                | 1 | 3 | 5 | 4 | 3 | 3 | 3 | 2 | 1 | 1  | 1  | 1  | 2  | 2  |
| Real Puerto Quito   | 7 | 6 | 3 | 1 | 1 | 1 | 2 | 3 | 3 | 3  | 3  | 3  | 3  | 3  |
| Deportivo Meridiano | 4 | 2 | 2 | 3 | 4 | 4 | 4 | 4 | 4 | 4  | 4  | 4  | 4  | 4  |
| Deportivo Aragua    | 5 | 4 | 4 | 5 | 5 | 6 | 6 | 6 | 5 | 6  | 6  | 6  | 5  | 5  |
| Patogol             | 6 | 7 | 7 | 7 | 6 | 5 | 5 | 5 | 6 | 5  | 5  | 5  | 6  | 6  |
| Sandino             | 3 | 5 | 6 | 6 | 7 | 7 | 7 | 7 | 7 | 7  | 7  | 7  | 7  | 7  |

### Mejores terceros
| Pos. | Grp. | Equipo            | Pts. | PJ | G | E | P | GF | GC | Dif. | Clasificación |
| ---- | ---- | ----------------- | ---- | -- | - | - | - | -- | -- | ---- | ------------- |
| 1    | A    | Da Encarnação     | 28   | 14 | 8 | 4 | 2 | 33 | 17 | +16  | Segunda fase  |
| 2    | C    | Real Puerto Quito | 25   | 14 | 7 | 4 | 3 | 26 | 15 | +11  | Segunda fase  |
| 3    | B    | Espoli            | 20   | 13 | 6 | 2 | 5 | 28 | 25 | +3   |               |

 Fuente: AFNA Pichincha

### Resultados
- Los horarios corresponden al huso horario de Ecuador: (UTC-5).

| Fecha 1             | Fecha 1   | Fecha 1           | Fecha 1                    | Fecha 1     | Fecha 1 |
| Grupo A             | Grupo A   | Grupo A           | Grupo A                    | Grupo A     | Grupo A |
| Local               | Resultado | Visitante         | Estadio                    | Fecha       | Hora    |
| ------------------- | --------- | ----------------- | -------------------------- | ----------- | ------- |
| Miguel Iturralde    | 0 – 0     | Cumbre Alta       | General Rumiñahui          | 19 de abril | 10:00   |
| Da Encarnação       | 0 – 0     | Rayo              | Liga Parr. de Guayllabamba | 19 de abril | 10:00   |
| Aussie              | 1 – 0     | USFQ              | Liga Parr. de Pomasqui     | 19 de abril | 11:00   |
| Patrón Mejía        | 1 – 0     | Señor Montúfar    | General Rumiñahui          | 20 de abril | 14:00   |
| Grupo B             |           |                   |                            |             |         |
| Local               | Resultado | Visitante         | Estadio                    | Fecha       | Hora    |
| Deportivo Quito     | 4 – 3     | Quito Corazón     | Olímpico Atahualpa         | 17 de abril | 19:15   |
| Espoli              | 1 – 3     | América de Quito  | LDC de Tabacundo           | 19 de abril | 09:30   |
| Independiente JFA   | 2 – 0     | Vatuf             | Gustavo Herdoíza           | 19 de abril | 11:00   |
| Grupo C             |           |                   |                            |             |         |
| Local               | Resultado | Visitante         | Estadio                    | Fecha       | Hora    |
| Aampetra            | 4 – 0     | Real Puerto Quito | Luis Naranjo               | 19 de abril | 10:30   |
| Deportivo Meridiano | 1 – 0     | Patogol           | De Mindo                   | 19 de abril | 11:00   |
| Deportivo Aragua    | 2 – 3     | Sandino           | Instituto FEF              | 20 de abril | 15:00   |
| Interzonal          |           |                   |                            |             |         |
| Local               | Resultado | Visitante         | Estadio                    | Fecha       | Hora    |
| Rumiñahui           | 0 – 5     | AV25              | El Chan                    | 19 de abril | 14:00   |

| Fecha 2           | Fecha 2   | Fecha 2             | Fecha 2                     | Fecha 2     | Fecha 2 |
| Grupo A           | Grupo A   | Grupo A             | Grupo A                     | Grupo A     | Grupo A |
| Local             | Resultado | Visitante           | Estadio                     | Fecha       | Hora    |
| ----------------- | --------- | ------------------- | --------------------------- | ----------- | ------- |
| Cumbre Alta       | 1 – 3     | Aussie              | Liga Parr. de El Quinche    | 26 de abril | 10:00   |
| Rayo              | 0 – 1     | Patrón Mejía        | Gilberto Rueda Bedoya       | 26 de abril | 15:00   |
| Señor Montúfar    | 3 – 3     | Da Encarnação       | Chimbacalle                 | 26 de abril | 16:00   |
| USFQ              | 0 – 2     | Miguel Iturralde    | Complejo IDV                | 27 de abril | 11:30   |
| Grupo B           |           |                     |                             |             |         |
| Local             | Resultado | Visitante           | Estadio                     | Fecha       | Hora    |
| Quito Corazón     | 3 – 1     | Espoli              | Liga Parr. de Checa         | 26 de abril | 10:00   |
| América de Quito  | 1 – 1     | Deportivo Quito     | General Rumiñahui           | 26 de abril | 13:00   |
| Rumiñahui         | 1 – 0     | Independiente JFA   | El Chan                     | 26 de abril | 14:00   |
| Grupo C           |           |                     |                             |             |         |
| Local             | Resultado | Visitante           | Estadio                     | Fecha       | Hora    |
| Sandino           | 0 – 1     | Deportivo Meridiano | Liga Barrial de Barrionuevo | 25 de abril | 10:00   |
| AV25              | 0 – 2     | Aampetra            | Francisco Reinoso           | 26 de abril | 10:00   |
| Patogol           | 0 – 3     | Deportivo Aragua    | Casa de la Selección        | 26 de abril | 15:00   |
| Interzonal        |           |                     |                             |             |         |
| Local             | Resultado | Visitante           | Estadio                     | Fecha       | Hora    |
| Real Puerto Quito | 5 – 3     | Vatuf               | LDC de Puerto Quito         | 27 de abril | 12:00   |

| Fecha 3             | Fecha 3   | Fecha 3          | Fecha 3                  | Fecha 3   | Fecha 3 |
| Grupo A             | Grupo A   | Grupo A          | Grupo A                  | Grupo A   | Grupo A |
| Local               | Resultado | Visitante        | Estadio                  | Fecha     | Hora    |
| ------------------- | --------- | ---------------- | ------------------------ | --------- | ------- |
| Aussie              | 2 – 4     | Rayo             | Liga Parr. de Pomasqui   | 2 de mayo | 11:00   |
| Patrón Mejía        | 3 – 1     | Da Encarnação    | General Rumiñahui        | 2 de mayo | 12:00   |
| Miguel Iturralde    | 4 – 1     | Señor Montúfar   | General Rumiñahui        | 3 de mayo | 10:00   |
| Cumbre Alta         | 5 – 5     | USFQ             | Liga Parr. de El Quinche | 3 de mayo | 10:00   |
| Grupo B             |           |                  |                          |           |         |
| Local               | Resultado | Visitante        | Estadio                  | Fecha     | Hora    |
| Deportivo Quito     | 4 – 0     | Espoli           | Gonzalo Pozo Ripalda     | 1 de mayo | 19:15   |
| Independiente JFA   | 4 – 1     | Quito Corazón    | Gustavo Herdoíza         | 3 de mayo | 10:00   |
| Vatuf               | 0 – 0     | Rumiñahui        | Liga Parr. de Pomasqui   | 3 de mayo | 10:00   |
| Grupo C             |           |                  |                          |           |         |
| Local               | Resultado | Visitante        | Estadio                  | Fecha     | Hora    |
| Deportivo Meridiano | 0 – 0     | Deportivo Aragua | De Mindo                 | 2 de mayo | 12:00   |
| Aampetra            | 1 – 1     | Patogol          | Luis Naranjo             | 3 de mayo | 10:30   |
| Real Puerto Quito   | 3 – 2     | AV25             | LDC de Puerto Quito      | 4 de mayo | 12:00   |
| Interzonal          |           |                  |                          |           |         |
| Local               | Resultado | Visitante        | Estadio                  | Fecha     | Hora    |
| América de Quito    | 3 – 0     | Sandino          | Liga Parr. de Tababela   | 3 de mayo | 11:00   |

| Fecha 4             | Fecha 4   | Fecha 4           | Fecha 4                    | Fecha 4   | Fecha 4 |
| Grupo A             | Grupo A   | Grupo A           | Grupo A                    | Grupo A   | Grupo A |
| Local               | Resultado | Visitante         | Estadio                    | Fecha     | Hora    |
| ------------------- | --------- | ----------------- | -------------------------- | --------- | ------- |
| Da Encarnação       | 0 – 1     | Miguel Iturralde  | Liga Parr. de Guayllabamba | 7 de mayo | 11:00   |
| Patrón Mejía        | 4 – 2     | Aussie            | General Rumiñahui          | 7 de mayo | 14:00   |
| Señor Montúfar      | 2 – 2     | Cumbre Alta       | Chimbacalle                | 7 de mayo | 14:00   |
| USFQ                | 1 – 0     | Rayo              | Complejo IDV               | 7 de mayo | 16:00   |
| Grupo B             |           |                   |                            |           |         |
| Local               | Resultado | Visitante         | Estadio                    | Fecha     | Hora    |
| Quito Corazón       | 2 – 0     | Vatuf             | Liga Parr. de Checa        | 7 de mayo | 15:00   |
| Espoli              | 2 – 1     | Independiente JFA | LDC de Tabacundo           | 7 de mayo | 15:30   |
| Rumiñahui           | 2 – 1     | América de Quito  | El Chan                    | 7 de mayo | 16:00   |
| Grupo C             |           |                   |                            |           |         |
| Local               | Resultado | Visitante         | Estadio                    | Fecha     | Hora    |
| Patogol             | 0 – 2     | Real Puerto Quito | LDB de Solanda             | 7 de mayo | 11:00   |
| Deportivo Aragua    | 2 – 2     | Aampetra          | Liga Parr. de Pomasqui     | 7 de mayo | 12:00   |
| AV25                | 3 – 0     | Sandino           | Francisco Reinoso          | 8 de mayo | 10:00   |
| Interzonal          |           |                   |                            |           |         |
| Local               | Resultado | Visitante         | Estadio                    | Fecha     | Hora    |
| Deportivo Meridiano | 0 – 3     | Deportivo Quito   | De Mindo                   | 7 de mayo | 12:00   |

| Fecha 5           | Fecha 5   | Fecha 5             | Fecha 5                     | Fecha 5    | Fecha 5 |
| Grupo A           | Grupo A   | Grupo A             | Grupo A                     | Grupo A    | Grupo A |
| Local             | Resultado | Visitante           | Estadio                     | Fecha      | Hora    |
| ----------------- | --------- | ------------------- | --------------------------- | ---------- | ------- |
| Miguel Iturralde  | 1 – 1     | Patrón Mejía        | General Rumiñahui           | 10 de mayo | 10:00   |
| Da Encarnação     | 3 – 1     | USFQ                | Liga Parr. de Guayllabamba  | 10 de mayo | 10:00   |
| Aussie            | 2 – 2     | Señor Montúfar      | Liga Parr. de Pomasqui      | 10 de mayo | 11:00   |
| Rayo              | 1 – 0     | Cumbre Alta         | Gilberto Rueda Bedoya       | 11 de mayo | 13:00   |
| Grupo B           |           |                     |                             |            |         |
| Local             | Resultado | Visitante           | Estadio                     | Fecha      | Hora    |
| América de Quito  | 2 – 2     | Vatuf               | Liga Parr. de Tababela      | 10 de mayo | 11:00   |
| Espoli            | 1 – 2     | Rumiñahui           | Complejo IDV                | 11 de mayo | 10:00   |
| Independiente JFA | 1 – 2     | Deportivo Quito     | Gustavo Herdoíza            | 11 de mayo | 11:00   |
| Grupo C           |           |                     |                             |            |         |
| Local             | Resultado | Visitante           | Estadio                     | Fecha      | Hora    |
| Aampetra          | 3 – 0     | Deportivo Meridiano | Luis Naranjo                | 10 de mayo | 10:30   |
| Sandino           | 0 – 3     | Real Puerto Quito   | Liga Barrial de Barrionuevo | 12 de mayo | 11:00   |
| Deportivo Aragua  | 0 – 1     | AV25                | Liga Parr. de Pomasqui      | 12 de mayo | 15:00   |
| Interzonal        |           |                     |                             |            |         |
| Local             | Resultado | Visitante           | Estadio                     | Fecha      | Hora    |
| Quito Corazón     | 0 – 1     | Patogol             | Liga Parr. de Checa         | 10 de mayo | 10:00   |

| Fecha 6           | Fecha 6   | Fecha 6             | Fecha 6                  | Fecha 6    | Fecha 6 |
| Grupo A           | Grupo A   | Grupo A             | Grupo A                  | Grupo A    | Grupo A |
| Local             | Resultado | Visitante           | Estadio                  | Fecha      | Hora    |
| ----------------- | --------- | ------------------- | ------------------------ | ---------- | ------- |
| Señor Montúfar    | 2 – 0     | Rayo                | LDB de Chimbacalle       | 16 de mayo | 16:00   |
| Aussie            | 0 – 1     | Miguel Iturralde    | Liga Parr. de Pomasqui   | 17 de mayo | 09:00   |
| Cumbre Alta       | 1 – 3     | Da Encarnação       | Liga Parr. de El Quinche | 17 de mayo | 10:00   |
| USFQ              | 1 – 5     | Patrón Mejía        | Chubb Arena              | 18 de mayo | 12:00   |
| Grupo B           |           |                     |                          |            |         |
| Local             | Resultado | Visitante           | Estadio                  | Fecha      | Hora    |
| Quito Corazón     | 2 – 2     | América de Quito    | Liga Parr. de Checa      | 17 de mayo | 10:00   |
| Vatuf             | 2 – 3     | Espoli              | Liga Parr. de Pomasqui   | 17 de mayo | 12:00   |
| Rumiñahui         | 1 – 2     | Deportivo Quito     | El Chan                  | 18 de mayo | 12:00   |
| Grupo C           |           |                     |                          |            |         |
| Local             | Resultado | Visitante           | Estadio                  | Fecha      | Hora    |
| Patogol           | 1 – 0     | Sandino             | LDB de Solanda           | 16 de mayo | 15:00   |
| AV25              | 1 – 1     | Deportivo Meridiano | Francisco Reinoso        | 17 de mayo | 10:00   |
| Real Puerto Quito | 0 – 0     | Deportivo Aragua    | LDC de Puerto Quito      | 18 de mayo | 12:00   |
| Interzonal        |           |                     |                          |            |         |
| Local             | Resultado | Visitante           | Estadio                  | Fecha      | Hora    |
| Independiente JFA | 1 – 1     | Aampetra            | Gustavo Herdoíza         | 17 de mayo | 11:00   |

| Fecha 7             | Fecha 7   | Fecha 7           | Fecha 7                    | Fecha 7    | Fecha 7 |
| Grupo A             | Grupo A   | Grupo A           | Grupo A                    | Grupo A    | Grupo A |
| Local               | Resultado | Visitante         | Estadio                    | Fecha      | Hora    |
| ------------------- | --------- | ----------------- | -------------------------- | ---------- | ------- |
| Patrón Mejía        | 1 – 0     | Cumbre Alta       | General Rumiñahui          | 23 de mayo | 10:00   |
| USFQ                | 1 – 2     | Señor Montúfar    | Complejo IDV               | 24 de mayo | 10:00   |
| Miguel Iturralde    | 2 – 0     | Rayo              | General Rumiñahui          | 24 de mayo | 10:00   |
| Da Encarnação       | 1 – 1     | Aussie            | Liga Parr. de Guayllabamba | 24 de mayo | 10:30   |
| Grupo B             |           |                   |                            |            |         |
| Local               | Resultado | Visitante         | Estadio                    | Fecha      | Hora    |
| Independiente JFA   | 2 – 2     | América de Quito  | Gustavo Herdoíza           | 23 de mayo | 11:00   |
| Deportivo Quito     | 3 – 0     | Vatuf             | Olímpico Atahualpa         | 23 de mayo | 12:00   |
| Rumiñahui           | 2 – 1     | Quito Corazón     | El Chan                    | 24 de mayo | 16:00   |
| Grupo C             |           |                   |                            |            |         |
| Local               | Resultado | Visitante         | Estadio                    | Fecha      | Hora    |
| AV25                | 3 – 0     | Patogol           | Francisco Reinoso          | 23 de mayo | 10:00   |
| Aampetra            | 4 – 0     | Sandino           | Luis Naranjo               | 23 de mayo | 10:30   |
| Deportivo Meridiano | 0 – 0     | Real Puerto Quito | De Mindo                   | 24 de mayo | 12:00   |
| Interzonal          |           |                   |                            |            |         |
| Local               | Resultado | Visitante         | Estadio                    | Fecha      | Hora    |
| Deportivo Aragua    | 0 – 7     | Espoli            | Liga Parr. de Pomasqui     | 24 de mayo | 12:00   |

| Fecha 8           | Fecha 8   | Fecha 8             | Fecha 8                     | Fecha 8    | Fecha 8 |
| Grupo A           | Grupo A   | Grupo A             | Grupo A                     | Grupo A    | Grupo A |
| Local             | Resultado | Visitante           | Estadio                     | Fecha      | Hora    |
| ----------------- | --------- | ------------------- | --------------------------- | ---------- | ------- |
| Cumbre Alta       | 2 – 1     | Patrón Mejía        | Liga Parr. de El Quinche    | 31 de mayo | 10:00   |
| Señor Montúfar    | 1 – 0     | USFQ                | General Rumiñahui           | 31 de mayo | 10:00   |
| Rayo              | 1 – 4     | Miguel Iturralde    | Olímpico Guillermo Albornoz | 1 de junio | 13:00   |
| Aussie            | 0 – 2     | Da Encarnação       | Liga Parr. de Pomasqui      | 2 de junio | 16:00   |
| Grupo B           |           |                     |                             |            |         |
| Local             | Resultado | Visitante           | Estadio                     | Fecha      | Hora    |
| Quito Corazón     | 0 – 1     | Rumiñahui           | Liga Parr. de Checa         | 31 de mayo | 10:00   |
| América de Quito  | 1 – 1     | Independiente JFA   | Casa de la Selección        | 31 de mayo | 11:00   |
| Vatuf             | 0 – 3     | Deportivo Quito     | Liga Parr. de Pomasqui      | 31 de mayo | 15:30   |
| Grupo C           |           |                     |                             |            |         |
| Local             | Resultado | Visitante           | Estadio                     | Fecha      | Hora    |
| Patogol           | 0 – 1     | AV25                | Liga Parr. de Solanda       | 31 de mayo | 11:00   |
| Real Puerto Quito | 0 – 2     | Deportivo Meridiano | LDC de Puerto Quito         | 1 de junio | 12:00   |
| Sandino           | 0 – 1     | Aampetra            | Liga Parr. de Barrionuevo   | 2 de junio | 10:00   |
| Interzonal        |           |                     |                             |            |         |
| Local             | Resultado | Visitante           | Estadio                     | Fecha      | Hora    |
| Espoli            | 2 – 0     | Deportivo Aragua    | Universitario (UCE)         | 1 de junio | 10:00   |

| Fecha 9             | Fecha 9   | Fecha 9           | Fecha 9                     | Fecha 9    | Fecha 9 |
| Grupo A             | Grupo A   | Grupo A           | Grupo A                     | Grupo A    | Grupo A |
| Local               | Resultado | Visitante         | Estadio                     | Fecha      | Hora    |
| ------------------- | --------- | ----------------- | --------------------------- | ---------- | ------- |
| Da Encarnação       | 3 – 2     | Cumbre Alta       | Liga Parr. de Calderón      | 6 de junio | 10:00   |
| Patrón Mejía        | 4 – 2     | USFQ              | Casa de la Selección        | 7 de junio | 11:00   |
| Miguel Iturralde    | 1 – 0     | Aussie            | General Rumiñahui           | 8 de junio | 10:00   |
| Rayo                | 0 – 2     | Señor Montúfar    | Olímpico Guillermo Albornoz | 8 de junio | 13:00   |
| Grupo B             |           |                   |                             |            |         |
| Local               | Resultado | Visitante         | Estadio                     | Fecha      | Hora    |
| América de Quito    | 2 – 1     | Quito Corazón     | Liga Parr. de Tababela      | 7 de junio | 11:00   |
| Espoli              | 1 – 0     | Vatuf             | Universitario (UCE)         | 8 de junio | 10:00   |
| Deportivo Quito     | 4 – 1     | Rumiñahui         | Gonzalo Pozo Ripalda        | 8 de junio | 12:00   |
| Grupo C             |           |                   |                             |            |         |
| Local               | Resultado | Visitante         | Estadio                     | Fecha      | Hora    |
| Deportivo Meridiano | 0 – 1     | AV25              | Liga Parr. de Mindo         | 7 de junio | 11:00   |
| Sandino             | 2 – 1     | Patogol           | Liga Parr. de Barrionuevo   | 9 de junio | 10:00   |
| Deportivo Aragua    | 0 – 0     | Real Puerto Quito | Liga Parr. de Pomasqui      | 9 de junio | 16:00   |
| Interzonal          |           |                   |                             |            |         |
| Local               | Resultado | Visitante         | Estadio                     | Fecha      | Hora    |
| Aampetra            | 1 – 2     | Independiente JFA | Luis Naranjo                | 7 de junio | 10:30   |

| Fecha 10            | Fecha 10  | Fecha 10          | Fecha 10                 | Fecha 10    | Fecha 10 |
| Grupo A             | Grupo A   | Grupo A           | Grupo A                  | Grupo A     | Grupo A  |
| Local               | Resultado | Visitante         | Estadio                  | Fecha       | Hora     |
| ------------------- | --------- | ----------------- | ------------------------ | ----------- | -------- |
| Señor Montúfar      | 2 – 0     | Aussie            | LDB de Chimbacalle       | 13 de junio | 16:00    |
| Cumbre Alta         | 3 – 2     | Rayo              | Liga Parr. de El Quinche | 14 de junio | 10:00    |
| USFQ                | 1 – 6     | Da Encarnação     | Complejo IDV             | 14 de junio | 10:00    |
| Patrón Mejía        | 1 – 0     | Miguel Iturralde  | General Rumiñahui        | 14 de junio | 14:00    |
| Grupo B             |           |                   |                          |             |          |
| Local               | Resultado | Visitante         | Estadio                  | Fecha       | Hora     |
| Vatuf               | 2 – 1     | América de Quito  | Liga Parr. de Pomasqui   | 14 de junio | 10:00    |
| Deportivo Quito     | 1 – 0     | Independiente JFA | Gonzalo Pozo Ripalda     | 14 de junio | 12:00    |
| Rumiñahui           | 4 – 4     | Espoli            | El Chan                  | 14 de junio | 14:00    |
| Grupo C             |           |                   |                          |             |          |
| Local               | Resultado | Visitante         | Estadio                  | Fecha       | Hora     |
| Deportivo Meridiano | 2 – 3     | Aampetra          | Liga Parr. de Mindo      | 13 de junio | 10:00    |
| AV25                | 3 – 0     | Deportivo Aragua  | Francisco Reinoso        | 15 de junio | 10:00    |
| Real Puerto Quito   | 3 – 0     | Sandino           | LDC de Puerto Quito      | 16 de junio | 12:00    |
| Interzonal          |           |                   |                          |             |          |
| Local               | Resultado | Visitante         | Estadio                  | Fecha       | Hora     |
| Patogol             | 2 – 1     | Quito Corazón     | LDB de Solanda           | 13 de junio | 15:00    |

| Fecha 11          | Fecha 11  | Fecha 11            | Fecha 11                 | Fecha 11    | Fecha 11 |
| Grupo A           | Grupo A   | Grupo A             | Grupo A                  | Grupo A     | Grupo A  |
| Local             | Resultado | Visitante           | Estadio                  | Fecha       | Hora     |
| ----------------- | --------- | ------------------- | ------------------------ | ----------- | -------- |
| Aussie            | 0 – 4     | Patrón Mejía        | Liga Parr. de Pomasqui   | 17 de junio | 16:00    |
| Miguel Iturralde  | 1 – 2     | Da Encarnação       | General Rumiñahui        | 18 de junio | 10:00    |
| Cumbre Alta       | 1 – 0     | Señor Montúfar      | Liga Parr. de El Quinche | 18 de junio | 10:00    |
| Rayo              | 0 – 1     | USFQ                | Gilberto Rueda Bedoya    | 18 de junio | 15:00    |
| Grupo B           |           |                     |                          |             |          |
| Local             | Resultado | Visitante           | Estadio                  | Fecha       | Hora     |
| Independiente JFA | 3 – 4     | Espoli              | Francisco Reinoso        | 18 de junio | 10:00    |
| América de Quito  | 2 – 3     | Rumiñahui           | Liga Parr. de Tababela   | 18 de junio | 16:00    |
| Vatuf             | 2 – 1     | Quito Corazón       | Liga Parr. de Pomasqui   | 18 de junio | 16:00    |
| Grupo C           |           |                     |                          |             |          |
| Local             | Resultado | Visitante           | Estadio                  | Fecha       | Hora     |
| Aampetra          | 3 – 0     | Deportivo Aragua    | Luis Naranjo             | 18 de junio | 10:30    |
| Real Puerto Quito | 6 – 0     | Patogol             | LDC de Puerto Quito      | 18 de junio | 12:00    |
| Sandino           | 2 – 5     | AV25                | LDB de Barrionuevo       | 19 de junio | 10:00    |
| Interzonal        |           |                     |                          |             |          |
| Local             | Resultado | Visitante           | Estadio                  | Fecha       | Hora     |
| Deportivo Quito   | 4 – 1     | Deportivo Meridiano | Complejo Ney Mancheno    | 18 de junio | 12:00    |

| Fecha 12         | Fecha 12  | Fecha 12            | Fecha 12                   | Fecha 12    | Fecha 12 |
| Grupo A          | Grupo A   | Grupo A             | Grupo A                    | Grupo A     | Grupo A  |
| Local            | Resultado | Visitante           | Estadio                    | Fecha       | Hora     |
| ---------------- | --------- | ------------------- | -------------------------- | ----------- | -------- |
| Da Encarnação    | 1 – 1     | Patrón Mejía        | Liga Parr. de Guayllabamba | 21 de junio | 10:00    |
| USFQ             | 2 – 4     | Cumbre Alta         | Complejo IDV               | 22 de junio | 10:00    |
| Rayo             | 3 – 2     | Aussie              | Gilberto Rueda Bedoya      | 22 de junio | 13:00    |
| Señor Montúfar   | 1 – 0     | Miguel Iturralde    | LDB de Chimbacalle         | 23 de junio | 16:00    |
| Grupo B          |           |                     |                            |             |          |
| Local            | Resultado | Visitante           | Estadio                    | Fecha       | Hora     |
| Quito Corazón    | 2 – 3     | Independiente JFA   | Liga Parr. de Checa        | 21 de junio | 10:00    |
| Espoli           | 2 – 2     | Deportivo Quito     | Universitario (UCE)        | 22 de junio | 10:00    |
| Rumiñahui        | 5 – 1     | Vatuf               | El Chan                    | 22 de junio | 12:00    |
| Grupo C          |           |                     |                            |             |          |
| Local            | Resultado | Visitante           | Estadio                    | Fecha       | Hora     |
| AV25             | 3 – 1     | Real Puerto Quito   | Instituto FEF              | 23 de junio | 12:00    |
| Patogol          | 0 – 5     | Aampetra            | LDB de Solanda             | 23 de junio | 15:00    |
| Deportivo Aragua | 0 – 1     | Deportivo Meridiano | Liga Parr. de Pomasqui     | 23 de junio | 16:00    |
| Interzonal       |           |                     |                            |             |          |
| Local            | Resultado | Visitante           | Estadio                    | Fecha       | Hora     |
| Sandino          | 1 – 1     | América de Quito    | LDB de Barrionuevo         | 23 de junio | 10:00    |

| Fecha 13            | Fecha 13  | Fecha 13          | Fecha 13                    | Fecha 13       | Fecha 13       |
| Grupo A             | Grupo A   | Grupo A           | Grupo A                     | Grupo A        | Grupo A        |
| Local               | Resultado | Visitante         | Estadio                     | Fecha          | Hora           |
| ------------------- | --------- | ----------------- | --------------------------- | -------------- | -------------- |
| Miguel Iturralde    | 2 – 0     | USFQ              | Olímpico Guillermo Albornoz | 27 de junio    | 10:30          |
| Aussie              | 1 – 3     | Cumbre Alta       | Liga Parr. de Pomasqui      | 28 de junio    | 09:00          |
| Patrón Mejía        | 2 – 2     | Rayo              | Liga Parr. de Uyumbicho     | 28 de junio    | 10:00          |
| Da Encarnação       | 2 – 1     | Señor Montúfar    | Liga Parr. de Guayllabamba  | 28 de junio    | 10:00          |
| Grupo B             |           |                   |                             |                |                |
| Local               | Resultado | Visitante         | Estadio                     | Fecha          | Hora           |
| Independiente JFA   | 1 – 4     | Rumiñahui         | Liga Parr. de Checa         | 28 de junio    | 10:30          |
| Espoli              | 0 – 1     | Quito Corazón     | Universitario (UCE)         | 28 de junio    | 15:00          |
| Deportivo Quito     | 7 – 0     | América de Quito  | Olímpico Atahualpa          | 28 de junio    | 16:00          |
| Grupo C             |           |                   |                             |                |                |
| Local               | Resultado | Visitante         | Estadio                     | Fecha          | Hora           |
| Aampetra            | 3 – 1     | AV25              | Luis Naranjo                | 28 de junio    | 10:30          |
| Deportivo Aragua    | 3 – 0     | Patogol           | Liga Parr. de Pomasqui      | 30 de junio    | 16:00          |
| Deportivo Meridiano | –         | Sandino           | No se programó              | No se programó | No se programó |
| Interzonal          |           |                   |                             |                |                |
| Local               | Resultado | Visitante         | Estadio                     | Fecha          | Hora           |
| Vatuf               | 0 – 2     | Real Puerto Quito | Liga Parr. de Pomasqui      | 28 de junio    | 11:30          |

| Fecha 14          | Fecha 14  | Fecha 14            | Fecha 14                 | Fecha 14       | Fecha 14       |
| Grupo A           | Grupo A   | Grupo A             | Grupo A                  | Grupo A        | Grupo A        |
| Local             | Resultado | Visitante           | Estadio                  | Fecha          | Hora           |
| ----------------- | --------- | ------------------- | ------------------------ | -------------- | -------------- |
| Señor Montúfar    | 0 – 3     | Patrón Mejía        | Liga Parr. de Uyumbicho  | 4 de julio     | 10:00          |
| Rayo              | 1 – 6     | Da Encarnação       | Gilberto Rueda Bedoya    | 5 de julio     | 12:00          |
| Cumbre Alta       | 3 – 4     | Miguel Iturralde    | Liga Parr. de El Quinche | 5 de julio     | 12:00          |
| USFQ              | –         | Aussie              | No se programó           | No se programó | No se programó |
| Grupo B           |           |                     |                          |                |                |
| Local             | Resultado | Visitante           | Estadio                  | Fecha          | Hora           |
| Quito Corazón     | 0 – 2     | Deportivo Quito     | Liga Parr. de Pomasqui   | 5 de julio     | 11:00          |
| América de Quito  | –         | Espoli              | No se programó           | No se programó | No se programó |
| Vatuf             | –         | Independiente JFA   | No se programó           | No se programó | No se programó |
| Grupo C           |           |                     |                          |                |                |
| Local             | Resultado | Visitante           | Estadio                  | Fecha          | Hora           |
| Real Puerto Quito | 1 – 1     | Aampetra            | LDC de Puerto Quito      | 5 de julio     | 13:00          |
| Sandino           | –         | Deportivo Aragua    | No se programó           | No se programó | No se programó |
| Patogol           | –         | Deportivo Meridiano | No se programó           | No se programó | No se programó |
| Interzonal        |           |                     |                          |                |                |
| Local             | Resultado | Visitante           | Estadio                  | Fecha          | Hora           |
| AV25              | 2 – 1     | Rumiñahui           | Liga Parr. de Pifo       | 5 de julio     | 10:00          |

### Tabla de resultados cruzados
| Local \ Visitante | AUS | CAL | ENC | MGI | PAM | RAY | SMT | USF |
| ----------------- | --- | --- | --- | --- | --- | --- | --- | --- |
| Aussie            | —   | 1–3 | 0–2 | 0–1 | 0–4 | 2–4 | 2–2 | 1–0 |
| Cumbre Alta       | 1–3 | —   | 1–3 | 3–4 | 2–1 | 3–2 | 1–0 | 5–5 |
| Da Encarnação     | 1–1 | 3–2 | —   | 0–1 | 1–1 | 0–0 | 2–1 | 3–1 |
| Miguel Iturralde  | 1–0 | 0–0 | 1–2 | —   | 1–1 | 2–0 | 4–1 | 2–0 |
| Patrón Mejía      | 4–2 | 1–0 | 3–1 | 1–0 | —   | 2–2 | 1–0 | 4–2 |
| Rayo              | 3–2 | 1–0 | 1–6 | 1–4 | 0–1 | —   | 0–2 | 0–1 |
| Señor Montúfar    | 2–0 | 2–2 | 3–3 | 1–0 | 0–3 | 2–0 | —   | 1–0 |
| USFQ              | —   | 2–4 | 1–6 | 0–2 | 1–5 | 1–0 | 1–2 | —   |

| Local \ Visitante | SDQ | ESP | AME | QCR | JFA | RUM | VAT |
| ----------------- | --- | --- | --- | --- | --- | --- | --- |
| Deportivo Quito   | —   | 4–0 | 7–0 | 4–3 | 1–0 | 4–1 | 3–0 |
| Espoli            | 2–2 | —   | 1–3 | 0–1 | 2–1 | 1–2 | 1–0 |
| América de Quito  | 1–1 | —   | —   | 2–1 | 1–1 | 2–3 | 2–2 |
| Quito Corazón     | 0–2 | 3–1 | 2–2 | —   | 2–3 | 0–1 | 2–0 |
| Independiente JFA | 1–2 | 3–4 | 2–2 | 4–1 | —   | 1–4 | 2–0 |
| Rumiñahui         | 1–2 | 4–4 | 2–1 | 2–1 | 1–0 | —   | 5–1 |
| Vatuf             | 0–3 | 2–3 | 2–1 | 2–1 | —   | 0–0 | —   |

| Local \ Visitante   | TAV | AAM | ARA | MER | RPQ | PTG | SAN |
| ------------------- | --- | --- | --- | --- | --- | --- | --- |
| AV25                | —   | 0–2 | 3–0 | 1–1 | 3–1 | 3–0 | 3–0 |
| Aampetra            | 3–1 | —   | 3–0 | 3–0 | 4–0 | 1–1 | 4–0 |
| Deportivo Aragua    | 0–1 | 2–2 | —   | 0–1 | 0–0 | 3–0 | 2–3 |
| Deportivo Meridiano | 0–1 | 2–3 | 0–0 | —   | 0–0 | 1–0 | —   |
| Real Puerto Quito   | 3–2 | 1–1 | 0–0 | 0–2 | —   | 6–0 | 3–0 |
| Patogol             | 0–1 | 0–5 | 0–3 | —   | 0–2 | —   | 1–0 |
| Sandino             | 2–5 | 0–1 | —   | 0–1 | 0–3 | 2–1 | —   |

| Interzonales        | Interzonales | Interzonales        |
| Local               | Resultado    | Visitante           |
| ------------------- | ------------ | ------------------- |
| Rumiñahui           | 0 – 5        | AV25                |
| Real Puerto Quito   | 5 – 3        | Vatuf               |
| América de Quito    | 3 – 0        | Sandino             |
| Deportivo Meridiano | 0 – 3        | Deportivo Quito     |
| Quito Corazón       | 0 – 1        | Patogol             |
| Independiente JFA   | 1 – 1        | Aampetra            |
| Deportivo Aragua    | 0 – 7        | Espoli              |
| Espoli              | 2 – 0        | Deportivo Aragua    |
| Aampetra            | 1 – 2        | Independiente JFA   |
| Patogol             | 2 – 1        | Quito Corazón       |
| Deportivo Quito     | 4 – 1        | Deportivo Meridiano |
| Sandino             | 1 – 1        | América de Quito    |
| Vatuf               | 0 – 2        | Real Puerto Quito   |
| AV25                | 2 – 1        | Rumiñahui           |

## Segunda fase

### Grupo A

#### Clasificación
| Pos. | Equipo            | Pts. | PJ | G | E | P | GF | GC | Dif. | Clasificación                 |
| ---- | ----------------- | ---- | -- | - | - | - | -- | -- | ---- | ----------------------------- |
| 1    | Aampetra          | 13   | 6  | 4 | 1 | 1 | 20 | 5  | +15  | Final                         |
| 2    | Miguel Iturralde  | 11   | 6  | 3 | 2 | 1 | 10 | 7  | +3   | Partido por el tercer puesto  |
| 3    | Real Puerto Quito | 7    | 6  | 2 | 1 | 3 | 8  | 14 | −6   | Partido por el quinto puesto  |
| 4    | Rumiñahui         | 2    | 6  | 0 | 2 | 4 | 8  | 20 | −12  | Partido por el séptimo puesto |

 Fuente: AFNA Pichincha, @AscensoEcuador, GALA Deporte
Criterios de clasificación: 1) Puntos; 2) Diferencia de goles; 3) Goles marcados

#### Evolución de la clasificación
| Equipo / Fecha    | 1 | 2 | 3 | 4 | 5 | 6 |
| ----------------- | - | - | - | - | - | - |
| Aampetra          | 1 | 1 | 1 | 1 | 1 | 1 |
| Miguel Iturralde  | 4 | 2 | 2 | 3 | 2 | 2 |
| Real Puerto Quito | 2 | 3 | 3 | 2 | 3 | 3 |
| Rumiñahui         | 3 | 4 | 4 | 4 | 4 | 4 |

### Grupo B

#### Clasificación
| Pos. | Equipo          | Pts. | PJ | G | E | P | GF | GC | Dif. | Clasificación                 |
| ---- | --------------- | ---- | -- | - | - | - | -- | -- | ---- | ----------------------------- |
| 1    | Deportivo Quito | 16   | 6  | 5 | 1 | 0 | 19 | 4  | +15  | Final                         |
| 2    | AV25            | 10   | 6  | 3 | 1 | 2 | 6  | 7  | −1   | Partido por el tercer puesto  |
| 3    | Patrón Mejía    | 4    | 6  | 1 | 1 | 4 | 5  | 8  | −3   | Partido por el quinto puesto  |
| 4    | Da Encarnação   | 4    | 6  | 1 | 1 | 4 | 4  | 15 | −11  | Partido por el séptimo puesto |

 Fuente: AFNA Pichincha, @AscensoEcuador, GALA Deporte
Criterios de clasificación: 1) Puntos; 2) Diferencia de goles; 3) Goles marcados

#### Evolución de la clasificación
| Equipo / Fecha  | 1 | 2 | 3 | 4 | 5 | 6 |
| --------------- | - | - | - | - | - | - |
| Deportivo Quito | 3 | 2 | 1 | 1 | 1 | 1 |
| AV25            | 1 | 1 | 2 | 2 | 2 | 2 |
| Patrón Mejía    | 4 | 4 | 4 | 4 | 4 | 3 |
| Da Encarnação   | 2 | 3 | 3 | 3 | 3 | 4 |

### Resultados
- Los horarios corresponden al huso horario de Ecuador: (UTC-5).

| Miguel Iturralde | 0 – 2     | Aampetra          | Olímpico Guillermo Albornoz | 13 de julio | 10:30 |
| Rumiñahui        | 1 – 1     | Real Puerto Quito | El Chan                     | 13 de julio | 14:00 |
| Grupo B          |           |                   |                             |             |       |
| Local            | Resultado | Visitante         | Estadio                     | Fecha       | Hora  |
| AV25             | 1 – 0     | Patrón Mejía      | Hugo Mantilla               | 12 de julio | 10:00 |
| Deportivo Quito  | 1 – 1     | Da Encarnação     | Liga Parr. de Guayllabamba  | 12 de julio | 10:00 |

| Aampetra          | 6 – 0     | Rumiñahui        | Luis Naranjo               | 19 de julio | 10:30 |
| Real Puerto Quito | 1 – 2     | Miguel Iturralde | LDC de Puerto Quito        | 20 de julio | 12:00 |
| Grupo B           |           |                  |                            |             |       |
| Local             | Resultado | Visitante        | Estadio                    | Fecha       | Hora  |
| Da Encarnação     | 0 – 2     | AV25             | Liga Parr. de Guayllabamba | 19 de julio | 11:00 |
| Patrón Mejía      | 0 – 2     | Deportivo Quito  | Olímpico Atahualpa         | 20 de julio | 12:00 |

| Miguel Iturralde  | 2 – 1     | Rumiñahui       | Olímpico Guillermo Albornoz | 23 de julio | 10:30 |
| Real Puerto Quito | 2 – 1     | Aampetra        | LDC de Puerto Quito         | 23 de julio | 13:30 |
| Grupo B           |           |                 |                             |             |       |
| Local             | Resultado | Visitante       | Estadio                     | Fecha       | Hora  |
| Da Encarnação     | 1 – 0     | Patrón Mejía    | Liga Parr. de Guayllabamba  | 23 de julio | 11:00 |
| AV25              | 0 – 4     | Deportivo Quito | Olímpico Atahualpa          | 23 de julio | 19:00 |

| Aampetra          | 1 – 1     | Miguel Iturralde | Luis Naranjo            | 26 de julio | 10:30 |
| Real Puerto Quito | 4 – 2     | Rumiñahui        | LDC de Puerto Quito     | 27 de julio | 12:00 |
| Grupo B           |           |                  |                         |             |       |
| Local             | Resultado | Visitante        | Estadio                 | Fecha       | Hora  |
| Da Encarnação     | 2 – 7     | Deportivo Quito  | Olímpico Atahualpa      | 27 de julio | 12:00 |
| Patrón Mejía      | 1 – 1     | AV25             | Liga Parr. de Uyumbicho | 28 de julio | 11:00 |

| Rumiñahui        | 2 – 5     | Aampetra          | El Chan                     | 3 de agosto | 12:00 |
| Miguel Iturralde | 3 – 0     | Real Puerto Quito | Olímpico Guillermo Albornoz | 3 de agosto | 12:00 |
| Grupo B          |           |                   |                             |             |       |
| Local            | Resultado | Visitante         | Estadio                     | Fecha       | Hora  |
| AV25             | 2 – 0     | Da Encarnação     | Hugo Mantilla               | 1 de agosto | 10:00 |
| Deportivo Quito  | 3 – 1     | Patrón Mejía      | Olímpico Atahualpa          | 2 de agosto | 18:00 |

| Rumiñahui       | 2 – 2     | Miguel Iturralde  | El Chan            | 6 de agosto | 14:00 |
| Aampetra        | 5 – 0     | Real Puerto Quito | Luis Naranjo       | 6 de agosto | 14:00 |
| Grupo B         |           |                   |                    |             |       |
| Local           | Resultado | Visitante         | Estadio            | Fecha       | Hora  |
| Patrón Mejía    | 3 – 0     | Da Encarnação     | General Rumiñahui  | 6 de agosto | 16:00 |
| Deportivo Quito | 2 – 0     | AV25              | Olímpico Atahualpa | 6 de agosto | 19:00 |

### Tabla de resultados cruzados
| Local \ Visitante | AAM | MGI | RPQ | RUM |
| ----------------- | --- | --- | --- | --- |
| Aampetra          | —   | 1–1 | 5–0 | 6–0 |
| Miguel Iturralde  | 0–2 | —   | 3–0 | 2–1 |
| Real Puerto Quito | 2–1 | 1–2 | —   | 4–2 |
| Rumiñahui         | 2–5 | 2–2 | 1–1 | —   |

| Local \ Visitante | SDQ | PAM | TAV | ENC |
| ----------------- | --- | --- | --- | --- |
| Deportivo Quito   | —   | 3–1 | 2–0 | 1–1 |
| Patrón Mejía      | 0–2 | —   | 1–1 | 3–0 |
| AV25              | 0–4 | 1–0 | —   | 2–0 |
| Da Encarnação     | 2–7 | 1–0 | 0–2 | —   |

## Fase final

### Partido por el séptimo puesto
| Fecha                | Lugar                     | Local         |                            | Resultado |                            | Visitante     |
| -------------------- | ------------------------- | ------------- | -------------------------- | --------- | -------------------------- | ------------- |
| 17 de agosto, 14:00  | Estadio El Chan, Machachi | Rumiñahui     | Bandera de Morona Santiago | 2 – 2     | Bandera de Quito           | Da Encarnação |
| TBD de agosto, --:-- | Por definir               | Da Encarnação | Bandera de Quito           | –         | Bandera de Morona Santiago | Rumiñahui     |

### Partido por el quinto puesto
| Fecha                | Lugar                        | Local             |                  | Resultado |                  | Visitante         |
| -------------------- | ---------------------------- | ----------------- | ---------------- | --------- | ---------------- | ----------------- |
| 16 de agosto, 16:00  | Estadio Rumiñahui, Sangolquí | Patrón Mejía      | Bandera de Quito | 2 – 1     |                  | Real Puerto Quito |
| TBD de agosto, --:-- | Por definir                  | Real Puerto Quito |                  | –         | Bandera de Quito | Patrón Mejía      |

### Partido por el tercer puesto
| Fecha                | Lugar                              | Local            |                  | Resultado |                  | Visitante        |
| -------------------- | ---------------------------------- | ---------------- | ---------------- | --------- | ---------------- | ---------------- |
| 16 de agosto, 15:00  | Estadio Francisco Reinoso, Cumbayá | AV25             | Bandera de Quito | 4 – 1     | Bandera de Quito | Miguel Iturralde |
| TBD de agosto, --:-- | Por definir                        | Miguel Iturralde | Bandera de Quito | –         | Bandera de Quito | AV25             |

### Final
| Fecha                | Lugar                               | Local           |                  | Resultado |                  | Visitante       |
| -------------------- | ----------------------------------- | --------------- | ---------------- | --------- | ---------------- | --------------- |
| 16 de agosto, 18:30  | Estadio Gonzalo Pozo Ripalda, Quito | Aampetra        | Bandera de Quito | 1 – 1     | Bandera de Quito | Deportivo Quito |
| TBD de agosto, --:-- | Por definir                         | Deportivo Quito | Bandera de Quito | –         | Bandera de Quito | Aampetra        |

| |
| Campeón Por definir ?.° título Clasifica a los play-offs de la Segunda Categoría 2025.                          |
| También clasifica por definir como subcampeón, por definir como tercer puesto y por definir como cuarto puesto. |